# 北里志
北里志是唐朝人孫棨的一卷著作。該書的名稱北里是长安北门内的妓女聚居之地平康里的通称。此书共有十数则內容，记述了唐时长安文士和一些妓女的故事。北里志著录于《郡斋读书志》、《直斋书录解题》及《宋史·艺文志》。該書先後收錄於《古今说海》、《续百川学海》、《说郛》、《五朝小说》、《唐人说荟》和《唐代丛书》。